# Serse Coppi
Pour les articles homonymes, voir Coppi.
Serse Coppi, né le 19 mars 1923 à Castellania, dans la province d'Alexandrie, au Piémont, et mort le 29 juin 1951 à Turin, est un coureur cycliste italien et frère cadet de Fausto Coppi.

## Biographie
Serse Coppi est né le 19 mars 1923 à Castellania, petit village de quelques dizaines d'habitants de la province d'Alexandrie. Fils de Domenico Coppi et d’Angiolina Boveri, il est le benjamin d’une famille de cinq enfants. 
Depuis petit, le vélo le passionne comme toute la famille Coppi. 
Il remporta une dizaine de victoires durant sa carrière indépendante et sept durant sa carrière de cycliste professionnel, dont la plus importante est la victoire ex æquo avec André Mahé dans Paris-Roubaix en 1949. 
Le 29 juin 1951, lors du Tour du Piémont, il chute et heurte un trottoir de la tête. Dans la soirée, il décède des suites d'une hémorragie cérébrale provoquée par la chute. Fausto Coppi est effondré. 
En 1952, alors qu'il est au sommet de sa carrière et de sa gloire, ce dernier s'exprime par un communiqué publié dans le magazine Oggi. En voici un extrait :

« Serse, depuis notre enfance, aura été pour moi plus encore qu’un frère. Très intelligent, honnête et perspicace dans ses observations, il était mon conseiller le plus affectueux, mon confident le plus fiable. Enfant déjà, il aimait le vélo. Mais il ne serait certainement jamais devenu coureur si je ne m’étais pas moi-même lancé dans la carrière de coureur. En fait, il était devenu coureur pour moi. Pour être à mes côtés. Pour m'aider, pour me défendre et pour me voir gagner en direct. Et il était aussi un bon coureur, dur et résistant, comme il le démontrera en gagnant Paris-Roubaix 1949. Ce jour-là, j’étais plus heureux que lui encore.
À dix-huit ans, en 1941, il avait déjà remporté une dizaine de courses chez les jeunes. Et dès 1945, chez les indépendants, il remporta la Milano-Varzi juste devant moi, puis la Coupe Boero et le Circuit du Valle Scrivia. Passé professionnel, il aurait pu certainement avoir une très belle carrière s'il ne s’était pas sacrifié systématiquement pour moi. Et c'est sans doute pour ça que depuis la disparition de Serse, depuis qu'il n'est plus à mes côtés comme un ange gardien, j'ai l'impression terrible d’être l'homme le plus seul au monde.
L'affection qui me liait à Serse est la même que celle qui nous unissait, nous les Coppi. »

Serse Coppi repose aujourd'hui dans le petit cimetière de Castellania Coppi. Son cercueil a été déposé auprès de son père Domenico et de son frère Fausto.

## Palmarès
- 1945
  - Milan-Varzi
  - Coppa Boero
  - Circuito di Valle Scrivia
- 1946
  - 2e du Grand Prix de l'Équipe
  - 3e du Tour d'Émilie
- 1948
  - 3e du Trophée Baracchi
- 1949
  - Paris-Roubaix (ex æquo avec André Mahé)
- 1950
  - 1re étape secteur b de Rome-Naples-Rome
  - 2e du Trophée Baracchi (avec son frère Fausto)

## Résultats sur le Tour d'Italie
- 1946 : 24e
- 1947 : abandon
- 1949 : 55e
- 1950 : 60e
- 1951 : 54e

## Équipes
- 1945-1948 : Bianchi
- 1948-1950 : Bianchi - Ursus
- 1950-1951 : Bianchi - Pirelli